# Gornje Vranovce
Gornje Vranovce (em cirílico: Горње Врановце) é uma vila da Sérvia localizada no município de Lebane, pertencente ao distrito de Jablanica, na região de Jablanica. A sua população era de 149 habitantes segundo o censo de 2002.

## Demografia
| 1948 | 1953 | 1961 | 1971 | 1981 | 1991 | 2002 | 2011 |
| ---- | ---- | ---- | ---- | ---- | ---- | ---- | ---- |
| 620  | 665  | 597  | 488  | 377  | 274  | 207  | 149  |